# Antopol (powiat parczewski)
Antopol – wieś w Polsce położona w województwie lubelskim, w powiecie parczewskim, w gminie Podedwórze.
| SIMC    | Nazwa    | Rodzaj    |
| ------- | -------- | --------- |
| 1023397 | Feliksów | część wsi |

W latach 1975–1998 miejscowość należała administracyjnie do województwa bialskopodlaskiego.
Wieś stanowi sołectwo w gminie Podedwórze. Według Narodowego Spisu Powszechnego z roku 2011 wieś liczyła 117 mieszkańców.
Wierni Kościoła rzymskokatolickiego należą do parafii Podwyższenia Krzyża Świętego w Podedwórzu.